# Lang Nha Sơn
Lang Nha Sơn hay Núi Lang Nha (tiếng Trung: 狼牙山; bính âm: Lángyáshān; nghĩa đen: 'Núi răng sói') là một ngọn núi nằm ở huyện Dịch, tỉnh Hà Bắc (Trung Quốc), cách thủ đô Bắc Kinh khoảng 290 km (180 dặm) về phía tây nam.

## Năm anh hùng của núi Lang Nha
Theo truyền thuyết của Đảng Cộng sản Trung Quốc, "năm anh hùng của núi Lang Nha" (tiếng Trung: 狼牙山 五; bính âm: Lángyáshānwǔzhuàngshì) là năm người đã chiến đấu trước phát xít Nhật Bản trên đỉnh núi Lang Nha trong cuộc chiến tranh Trung-Nhật. Họ được cho là đã giết hàng chục quân địch và sau đó tự sát bằng cách gieo mình từ đỉnh núi để thoát khỏi sự bắt giữ của quân Nhật. Hai trong số những người lính Trung Quốc sống sót. Câu chuyện được tổ chức tại Trung Quốc; một tòa án Trung Quốc đã viết rằng các anh hùng và câu chuyện của họ phản ánh "tình cảm dân tộc, ký ức lịch sử và tinh thần dân tộc" và là "nguồn và thành phần quan trọng của các giá trị cốt lõi xã hội chủ nghĩa Trung Quốc hiện đại". Câu chuyện đã được dựng thành phim.

### Những tranh cãi
Hồng Chấn Khoái, một nhà sử học Trung Quốc, đã tranh luận về truyền thuyết này, nói rằng năm người đàn ông đã bị té xuống chứ không phải tự nhảy, và thực tế họ đã không giết bất kỳ binh sĩ Nhật Bản nào. Jiang Keshi, giáo sư tại Đại học Okayama, Nhật Bản, đã tìm thấy trong một cuộc tìm kiếm hồ sơ quân sự của Nhật Bản rằng không có binh sĩ nào chết trong cuộc chạm trán với năm người ở Lang Nha Sơn. Xuất bản nghi ngờ về tính lịch sử của tài khoản chính thức của câu chuyện đã được liên quan đến việc đóng cửa tạp chí Viêm Hoàng Xuân Thu vào năm 2016. Một tòa án đã quyết định vào năm 2016 rằng nhà sử học đằng sau bài báo, Hồng Chấn Khoái, đã nói xấu các anh hùng và được lệnh phải công khai xin lỗi.

## Hình ảnh
- Một gian hàng trên đỉnh núi Lang Nha.
- Núi Lang Nha nhìn từ trên cao
- Một vườn hoa cải dầu màu vàng ở núi Lang Nha.
- Một dòng suối dưới chân núi Lang Nha.
- Núi Lang Nha ở Hà Bắc.
- Tượng năm anh hùng trên núi Lang Nha.